# Die wunderbare Reise des kleinen Nils Holgersson mit den Wildgänsen

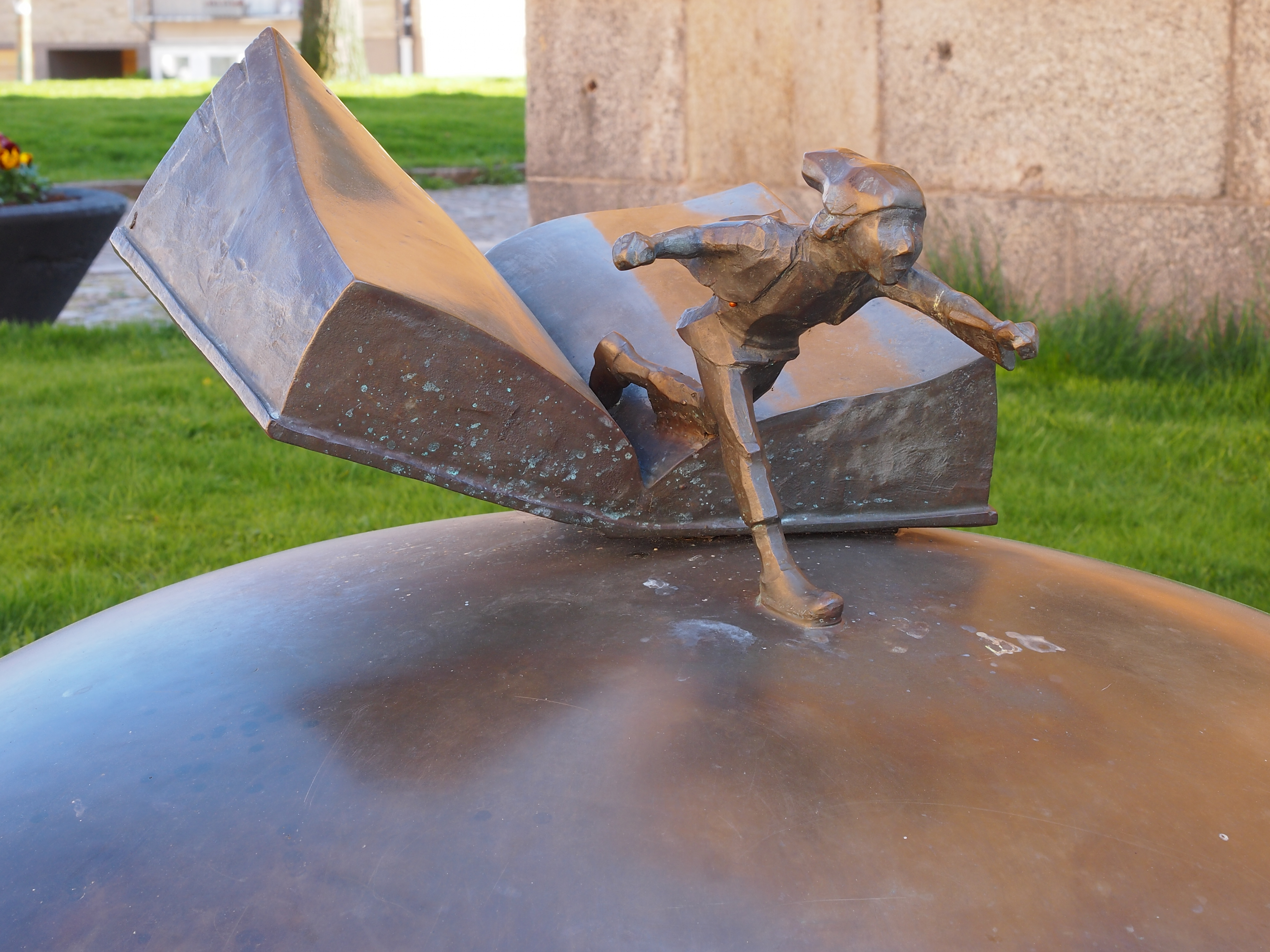
Nils-Holgersson-Skulptur in Karlskrona, Blekinge

Die wunderbare Reise des kleinen Nils Holgersson mit den Wildgänsen ist der Titel eines Romans der schwedischen Schriftstellerin Selma Lagerlöf, zuerst erschienen 1906/1907. Der schwedische Originaltitel lautet Nils Holgerssons underbara resa genom Sverige („Nils Holgerssons wunderbare Reise durch Schweden“). Selma Lagerlöf schrieb das Buch als Lesebuch für die Schule, um den Kindern die Landeskunde Schwedens nahezubringen.

## Inhalt

### Handlung
Auf einem kleinen Bauernhof ganz im Süden von Schweden lebt der 14-jährige Nils Holgersson. Nils bereitet seinen Eltern großen Kummer, weil er faul und bösartig ist: unter anderem quält und scheucht er ständig die Tiere auf dem Hof. Eines Tages, Ende März, wird Nils zur Strafe für einen hinterhältigen Streich an einem Wichtelmännchen selbst in einen kleinen Wichtel verwandelt. Den Hoftieren entgeht dies nicht und sofort wollen sie sich, von Rache getrieben, an dem Jungen vergreifen. Der zahme Gänserich Martin will sich zur selben Zeit den Wildgänsen anschließen, die in diesen Tagen über die Ostsee kommen und zu ihren Brutgebieten in Lappland fliegen wollen. Nils versucht, den Gänserich an einem Abflug zu hindern. Aber es gelingt Nils nicht, weil er zu klein und leicht ist und der Gänserich hebt mit dem Jungen auf dem Rücken einfach ab.
Während des Flugs stellt sich heraus, dass die Wildgänse Martin nur aus Spaß weggelockt haben und fest damit rechnen, dass er den Strapazen der Reise nicht gewachsen sein wird. Außerdem haben sie Angst vor dem Menschen Nils. Wegen seiner ehrlichen Antworten darf Martin vorerst bei den Wildgänsen bleiben, muss aber dafür bürgen, dass Nils den Gänsen nichts antun wird. Nachdem Nils in den nächsten Tagen einigen Tieren in Not geholfen hat, erreicht die Anführerin des Vogelzugs, die alte und ehrwürdige Akka von Kebnekaise, vom Wichtelmännchen die Zusage, dass Nils zu seinen Eltern zurückkehren darf und wieder ein Mensch werden kann. Aber Nils will lieber mit den Wildgänsen durch Schweden ziehen, als wieder ein Mensch zu werden. Nils reist nun mit den Wildgänsen auf Martin, auf einem Adler, einem Storch, auf Krähen und einem Raben durch ganz Schweden, wobei er die Landesnatur, die Geschichte, die Kultur und die Städte Schwedens kennenlernt. Zugleich erlebt er mancherlei gefährliches Abenteuer, muss sich oft in moralischen Fragen entscheiden und bewährt sich dabei.
Parallel wird die Geschichte von dem Bauernmädchen Åsa und ihrem kleinen Bruder Mats erzählt. Beide sind Freunde von Nils, die mit Nils zusammen oft Gänse gehütet haben. Plötzlich sterben kurz nacheinander die Mutter und alle Geschwister von Åsa und Mats. Alle glauben, dass dies an dem Fluch einer alten Zigeunerin liegt. Åsas und Mats’ Vater verlässt vor Kummer seine beiden überlebenden Kinder und nimmt Arbeit im Bergbau in Malmberget, im hohen Norden Schwedens, an. Eines Tages erfahren Åsa und Mats durch einen Vortrag, dass ihre Mutter und ihre Geschwister gar nicht an einem Fluch, sondern an Tuberkulose gestorben waren. Sie machen sich nun auf, um zu Fuß zu ihrem Vater zu gehen und ihm zu erzählen, woran Mutter und Geschwister wirklich gestorben sind. Bei ihrem Marsch durch Schweden berichten sie immer wieder von ihrem Schicksal und klären dabei die Menschen über die Tuberkulose und deren Bekämpfung auf. Nach einer abenteuerlichen Wanderung kommen sie in Malmberget an, wo Mats bei einem Unglück stirbt. Nachdem Åsa ihm ein würdiges Begräbnis verschafft hat, findet sie ihren Vater in einer Mine. Nun hat sie ihren Vater zurück und kann endlich wieder Kind sein.
Im Herbst kehrt Nils mit den Wildgänsen aus Lappland zurück. Bevor sie über die Ostsee nach Pommern fliegen, schleichen sich Nils und der Gänserich Martin auf den Hof von Nils’ Eltern, die vom Kummer um ihren verschwundenen Sohn gezeichnet sind. Sie fangen den Gänserich und sind erleichtert, dass ihr Sohn bei seiner Flucht wenigstens nicht noch den Gänserich gestohlen hat, wie sie geglaubt hatten. Nun wollen sie ihn schlachten. Doch Nils will nicht zulassen, dass der Gänserich, zu dem er eine tiefe Freundschaft empfindet, getötet wird. Er besiegt seine Scham, dass er nur ein Wichtelmännchen ist, tritt dazwischen und wird in diesem Augenblick wieder ein Mensch.

### Kapitelübersicht und Reiseroute
| Kapitel- nummer | Titel                                                                           | Beschriebene Orte etc.                                                        | Landskap (Historische Provinz) |
| --------------- | ------------------------------------------------------------------------------- | ----------------------------------------------------------------------------- | ------------------------------ |
| 1               | Pojken („Der Junge“)                                                            | Västra Vemmenhög, etwa sieben Kilometer südlich und heute Ortsteil von Skurup | Schonen                        |
| 2               | Akka från Kebnekajse („Akka von Kebnekajse“)                                    | Vombsjön                                                                      | Schonen                        |
| 3               | Vildfågelsliv („Wildvogelleben“)                                                | Schloss Vittskövle, Schloss Övedskloster                                      | Schonen                        |
| 4               | Glimmingehus („Burg Glimminge“)                                                 | Burg Glimminge                                                                | Schonen                        |
| 5               | Den stora trandansen på Kullaberget („Der große Kranichtanz auf dem Kullaberg“) | Kullaberg                                                                     | Schonen                        |
| 6               | I regnväder („Im Regenwetter“)                                                  |                                                                               | Blekinge                       |
| 7               | Trappan med de tre trappstegen („Die Treppe mit den drei Treppenstufen“)        | Schärengarten von Blekinge                                                    | Blekinge                       |
| 8               | Vid Ronneby Å („Am Ronneby-Fluss“)                                              | Ronneby                                                                       | Blekinge                       |
| 9               | Karlskrona („Karlskrona“)                                                       | Karlskrona                                                                    | Blekinge                       |
| 10              | Resa till Öland („Reise nach Öland“)                                            | Kalmarsund                                                                    |                                |
| 11              | Ölands södra udde („Die Südspitze von Öland“)                                   | Südspitze von Öland                                                           | Öland                          |
| 12              | Den stora fjärilen („Der große Schmetterling“)                                  | Öland                                                                         | Öland                          |
| 13              | Lilla Karlsö („Lilla Karlsö“)                                                   | Lilla Karlsö                                                                  | Gotland                        |
| 14              | Två städer („Zwei Städte“)                                                      | (Vineta), Visby                                                               | Pommern, Gotland               |
| 15              | Sagan om Småland („Die Sage von Småland“)                                       | Tjust                                                                         | Småland                        |
| 16              | Kråkorna („Die Krähen“)                                                         | Sunnerbo                                                                      | Småland                        |
| 17              | Den gamla bondkvinnan („Die alte Bauersfrau“)                                   |                                                                               | Småland                        |
| 18              | Från Taberg till Huskvarna („Vom Taberg bis Huskvarna“)                         | Taberg, Jönköping, Huskvarna                                                  | Småland                        |
| 19              | Den stora fågelsjön („Der große Vogelsee“)                                      | Tåkern                                                                        | Östergötland                   |
| 20              | Spådomen („Die Prophezeiung“)                                                   | Kloster Vadstena, Motala, Finspång, Norrköping, Birgitta von Schweden         | Östergötland                   |
| 21              | Vadmalsvåden („Das Lodenstück“)                                                 |                                                                               | Östergötland                   |
| 22              | Karrs och Gråfälls saga („Die Geschichte von Karr und Graufell“)                | Kolmården                                                                     | Östergötland, Södermanland     |
| 23              | Den sköna lustgården („Der schöne Garten“)                                      | Yngaren, Båven, Eskilstuna                                                    | Södermanland                   |
| 24              | I Närke („In Närke“)                                                            | Örebro                                                                        | Närke                          |
| 25              | Islossningen („Eisgang“)                                                        | Hjälmaren                                                                     | Närke                          |
| 26              | Arvskiftet („Das Erbe“)                                                         | Fellingsbro, Mälaren, Västerås, Norberg                                       | Västmanland                    |
| 27              | I Bergslagarna („Im Bergbaugebiet“)                                             |                                                                               | Västmanland                    |
| 28              | Järnverket („Das Eisenwerk“)                                                    |                                                                               | Västmanland                    |
| 29              | Dalälven („Der Dalälv“)                                                         | Dalälv                                                                        | Dalarna                        |
| 30              | Brorslotten („Der Löwenanteil“)                                                 | Bergwerk von Falun                                                            | Dalarna                        |
| 31              | Valborgsmässoafton („Walpurgisnacht“)                                           | Rättvik                                                                       | Dalarna                        |
| 32              | Vid kyrkorna („Bei den Kirchen“)                                                |                                                                               | Dalarna                        |
| 33              | Översvämningen („Die Überschwemmung“)                                           | Mälaren                                                                       | Uppland                        |
| 34              | Sagan om Uppland („Die Sage von Uppland“)                                       |                                                                               | Uppland                        |
| 35              | I Uppsala („In Uppsala“)                                                        | Uppsala                                                                       | Uppland                        |
| 36              | Dunfin („Daunenfein“)                                                           | Stockholmer Schären                                                           | Uppland                        |
| 37              | Stockholm („Stockholm“)                                                         | Stockholm                                                                     | Uppland                        |
| 38              | Gorgo, örnen („Gorgo, der Adler“)                                               |                                                                               |                                |
| 39              | Fram över Gästrikland („Vorwärts über Gästrikland“)                             |                                                                               | Gästrikland                    |
| 40              | En dag i Hälsingland („Ein Tag in Hälsingland“)                                 | Delsbo                                                                        | Hälsingland                    |
| 41              | I Medelpad („In Medelpad“)                                                      | Sundsvall, Insel Alnö                                                         | Medelpad                       |
| 42              | En morgon i Ångermanland („Ein Morgen in Ångermanland“)                         |                                                                               | Ångermanland                   |
| 43              | Västerbotten och Lappland („Västerbotten und Lappland“)                         |                                                                               | Västerbotten, Lappland         |
| 44              | Åsa gåsapiga och lille Mats („Das Gänsemädchen Åsa und der kleine Mats“)        | Malmberget                                                                    | Lappland                       |
| 45              | Hos lapparna („Bei den Lappen“)                                                 |                                                                               | Lappland                       |
| 46              | Mot söder! Mot söder! („Nach Süden! Nach Süden!)“                               | Östersund                                                                     | Jämtland                       |
| 47              | Sägner från Härjedalen („Geschichten aus Härjedalen“)                           |                                                                               | Härjedalen                     |
| 48              | Värmland och Dalsland („Värmland und Dalsland“)                                 |                                                                               | Värmland, Dalsland             |
| 49              | En liten herrgård („Ein kleiner Herrenhof“)                                     | Mårbacka                                                                      | Värmland                       |
| 50              | Skatten på skäret („Der Schatz auf der Schäre“)                                 | Schären von Bohuslän                                                          | Bohuslän                       |
| 51              | Havssilver („Meeressilber“)                                                     | Marstrand                                                                     | Bohuslän                       |
| 52              | En stor herrgård („Ein großer Herrenhof“)                                       | Schloss Nääs                                                                  | Västergötland                  |
| 53              | Resa till Vemmenhög („Die Reise nach Vemmenhög“)                                |                                                                               | Halland                        |
| 54              | Hos Holger Nilssons („Bei Holger Nilssons“)                                     |                                                                               | Schonen                        |
| 55              | Avsked från vildgässen („Abschied von den Wildgänsen“)                          | Smygehuk                                                                      | Schonen                        |

## Entstehungsgeschichte

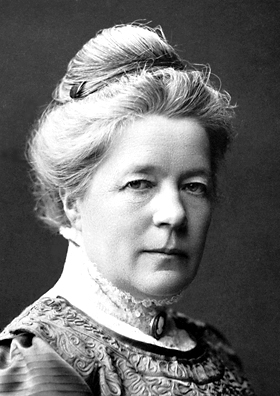
Selma Lagerlöf 1909

Um 1900 gab der Verband der schwedischen Volksschullehrer eine Reihe neuer Lesebücher für die Schule in Auftrag. Mit dem Band über Land und Leute Schwedens wurde Selma Lagerlöf betraut, damals schon eine der bekanntesten und angesehensten Schriftstellerinnen des Landes. Selma Lagerlöf war über den Auftrag sehr erfreut und nahm ohne Zögern an: Der Auftrag sei eine Goldgrube, noch besser als ein Nobelpreis, schrieb sie an ihre Freundin Sophie Elkan. Um diesen Auftrag zu erfüllen, schrieb sie Nils Holgersson. Sie konnte sich allerdings nicht gleich ans Werk machen, da erst noch der zweite Band von Jerusalem geschrieben werden musste. Als dieser 1902 dann vorlag, begann sie mit großem Engagement mit der Arbeit zu Nils Holgersson.
Grundlegend für den Roman ist die Idee, Schweden aus der Vogelperspektive zu schildern. Hierdurch gelingt es der Autorin, ganz Schweden anschaulich darzustellen. Um dies zu erreichen, lässt sie die Hauptfigur in ein Wichtelmännchen verwandeln – das Wichtelmännchen (schwedisch tomte) gehört zum festverwurzelten Bestandteil schwedischen Volksglaubens – und auf dem Rücken eines Gänserichs durch Schweden fliegen. Parallel zu dem Flug von Nils Holgersson schildert Selma Lagerlöf später die Fußwanderung des Gänsemädchens Åsa (wichtig als Identifikationsfigur für die weiblichen Leser) und ihres Bruders Mats von Schonen bis nach Lappland.
Die Geschichte des zahmen Gänserichs, der sich den Wildgänsen anschließt, beruht auf einem tatsächlichen Ereignis. Im ersten Teil ihrer Autobiographie, dem 1922 erschienenen Mårbacka, berichtet Selma Lagerlöf, dass sich zur Zeit ihres Urgroßvaters väterlicherseits, Pastor Wennerwik, auf Mårbacka im Frühling ein zahmer weißer Gänserich den ziehenden Wildgänsen angeschlossen hatte und im Herbst mit Frau und sieben Kindern nach Mårbacka zurückgekehrt war. Alle neun Gänse wurden geschlachtet – diesen Ausgang der Geschichte veränderte Selma Lagerlöf freilich in Nils Holgersson.
Die Idee, sprechende Tiere auftreten zu lassen, übernahm die Autorin aus Rudyard Kiplings Dschungelbuch. Sie selbst unternahm, bevor sie das Buch schrieb, eine ausgedehnte Reise nach Nordschweden. Ihre Bewunderung für die Schönheit der nordschwedischen Landschaft hat in dem Roman ihren Niederschlag gefunden. Wiederholt las Selma Lagerlöf Kindern einzelne Kapitel vor, um die Wirkung zu überprüfen.
Passend zu seiner beabsichtigten Verwendung als Schulbuch, stellte Selma Lagerlöf zwei „erbauliche“ Texte an die Spitze des Buches: Das Kirchenlied Den kristna dagvisan („Das christliche Tageslied“) und das patriotische Gedicht Sveriges karta („Schwedens Karte“) von Carl Snoilsky. Beide Texte führen gleichsam in die Thematik des Buchs ein: Im „christlichen Tageslied“ heißt es, dass sich die Seele voller Herzensfreude zum Himmel erhebt, wie der Vogel sich auf den Flügeln zur Höhe des Himmels schwingt. Hier wird gewissermaßen auf Nils’ Reise mit den Vögeln angespielt. Und wenn es in Snoilskys Gedicht heißt: Och prägla levande och varm / en Sveriges bild i barnets barm / som mannen skall bevara („Und präge lebendig und warm / ein Bild von Schweden in die Brust des Kindes / das es als Mann bewahren soll“), ist damit genau der Zweck beschrieben, den Nils Holgersson erfüllen soll.

## Struktur und Bedeutung
Im Laufe des Romans werden alle schwedischen Landschaften und viele Städte vorgestellt, häufig in Form von Sagen und Märchen, wobei auch bekannte Sagenmotive aufgegriffen bzw. adaptiert werden (z. B. das Märchen vom Rattenfänger von Hameln). Dabei werden geschickt Motive eingeführt (etwa der die Gänse verfolgende Fuchs oder verschiedene Wetterkapriolen), die den Zickzackkurs der Gänse erzählerisch motivieren bzw. die lehrbuchartige Anlage des Romans kaschieren. Zahlreiche Charaktere treten als Tiere auf, immer wieder kommt es für den Jungen auch zu neuen sozialen Konstellationen.
Ihre typische Episodentechnik wendet Selma Lagerlöf auch hier an: Ein großes literarisches Werk wird aus einzelnen Kapiteln zusammengesetzt, die jeweils abgeschlossene Episoden bilden. Eine bedeutende Geschichte innerhalb des Romans ist beispielsweise die Geschichte eines von den Menschen gefürchteten Urwalds, der später fast untergeht, aber endlich von den Menschen wieder gerettet wird: des Kolmården; zugleich ist es die Chronik einer lebenslangen Rache und einer tiefen Freundschaft. Auch um 1900 aktuelle Themen wie Armut, Kinderarbeit, Auswanderung oder der damals ungeheuer wichtige Kampf für Volksgesundheit und Hygiene und gegen die Tuberkulose werden behandelt. Das Thema Tuberkulose spielt später noch in Selma Lagerlöfs Roman Der Fuhrmann des Todes eine wichtige Rolle. Dem Roman liegt eine auktoriale Erzählsituation zugrunde, d. h. der Erzähler weiß mehr als die einzelnen Protagonisten.
Schriftstellerisch kühn konzipiert, tritt Selma Lagerlöf in dem Roman auch selbst auf, als sie im Kapitel En liten herrgård („Ein kleiner Herrenhof“) Nils im Kampf gegen eine Eule von einer Besucherin retten lässt, die ein Buch über Schweden für Kinder schreiben soll, von dem sie noch gar nicht weiß, wie sie das anfangen soll. Dabei skizziert die Besucherin ein anderes Konzept zu diesem Buch, nämlich die Beschreibung des Jahresablaufs auf dem Land zur Zeit ihrer Kindheit. Aus dieser Not hilft Nils Holgersson ihr, ohne es zu wissen. In diesem Kapitel huldigt Lagerlöf zugleich dem elterlichen Gut Mårbacka als einem Idealbild eines Heimes, in dem Ordnung und Geborgenheit herrschen. (Die Bezeichnung liten herrgård verwendete Selma Lagerlöf bereits in Gösta Berling für das – dort Lövdala genannte – Gut Mårbacka.) Und sogar der schwedische König Oskar II. erhält seinen Auftritt: Der König selbst ist es, der anonym dem heimwehkranken Geiger Clement die Geschichte der Stadt Stockholm erzählt.
Trotz der großen Probleme Schwedens beurteilt Selma Lagerlöf, ganz im Sinne des optimistischen Fortschrittsglaubens der damaligen Zeit, die Chancen einer positiven Entwicklung günstig und setzt insbesondere Hoffnung auf die zunehmende Industrialisierung.
Lagerlöf greift vielfach ethische Themen auf. Während seiner Reise lernt Nils Holgersson in vielen, auf den ersten Blick aussichtslosen oder moralisch kontroversen Situationen, Verantwortung zu übernehmen und Achtung für seine Mitgeschöpfe, Menschen wie Tiere, zu hegen. Immer wieder trägt Nils Holgersson auch dazu bei, Versöhnungen zustande zu bringen.
In jugendgerechter Weise ist Nils Holgersson zunächst ein Abenteuerroman, der an die jugendliche Sehnsucht, auszubrechen und Abenteuer zu erleben, appelliert. Zugleich handelt das Buch von der Heimatverbundenheit: Nils Holgersson, und damit auch die Leser, lernen Menschen, Städte und Landschaften Schwedens sowie deren Geschichte und Brauchtum, auch deren Sagen, kennen. In der Kombination aus Heimatverbundenheit und abenteuerlichem Ausbruch aus der Heimat knüpft der Roman zugleich an Jerusalem an. Da viele Episoden nachts angesiedelt sind, wenn die Gänse schlafen, ist es kaum möglich, eine klare Trennlinie zwischen erlebter und erträumter Wirklichkeit zu ziehen, zumal die nächtlichen Szenen häufig einen sagenhaften, zuweilen surrealen Charakter haben.
Nils Holgersson ist zugleich ein Entwicklungsroman. Für ein Kinderbuch ungewöhnlich, stirbt eine Hauptperson, der kleine Mats, und ein Kapitel lang geht es um seine Beerdigung. Nils Holgersson verwandelt sich im Laufe seiner Reise von einem widerspenstigen, faulen und bösartigen Nichtsnutz in einen verantwortungsbewussten, hilfsbereiten, selbstbewussten, lernbegierigen und höflichen Jugendlichen. Er lernt die Bedeutung von Freundschaft und Liebe. Die Verwandlung Nils Holgerssons in ein Wichtelmännchen symbolisiert letztlich Nils’ Identitätskrise in der Pubertät, seine Rückverwandlung in einen Menschen steht dafür, dass er einen Platz in der Welt gefunden hat. Anders als bei klassischen Entwicklungsromanen verläuft die Entwicklung bei Nils Holgersson nicht kontinuierlich, in mehreren Schritten, sondern sprunghaft, d. h. der entscheidende Bewusstseinsschritt wird bereits unmittelbar nach seiner Verwandlung vollzogen. Daran zeigt sich, dass der Roman für Kinder konzipiert ist, indem der Leserschaft in pädagogischer Absicht bestimmte Werte – Rücksichtnahme, Hilfsbereitschaft, Bescheidenheit – vermittelt werden.
Ein weiteres Merkmal des Romans ist der repetitive Aufbau vieler Episoden, indem zum Beispiel mehrfach hintereinander gleichartige Fragen gestellt werden, was an gewisse Märchen erinnert.

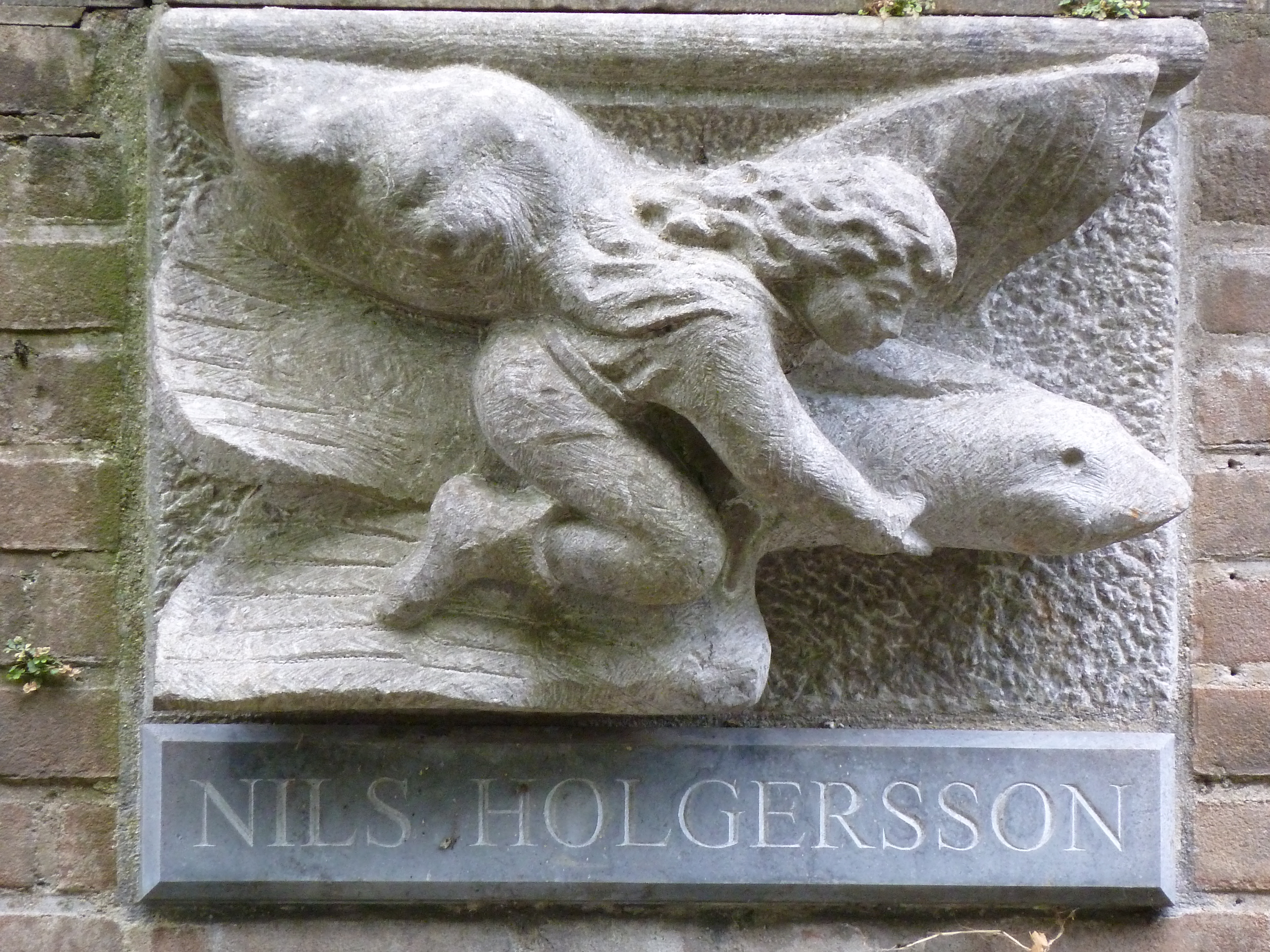
Nils Holgersson (Steinkonsole des niederländischen Bildhauers Anton Geerlings) in Utrecht

Es war neuartig, dass für Kinder ohne einen offen moralisierenden und belehrenden Stil geschrieben wurde. Selma Lagerlöf baute einige sprachliche Neuheiten ein: Sie verwendete einfachere Sätze, als es bis dahin üblich war, und machte Nils Holgersson zum ersten literarischen Werk, in dem die modernisierte schwedische Rechtschreibung von 1906 verwendet wurde. Lagerlöf vereinfachte in Dialogen die Pluralformen der Verben und passte diese den Singularformen an. Dies setzte sich in der schwedischen Schriftsprache erst in der Mitte des 20. Jahrhunderts allgemein durch.

## Rezeption
Nils Holgersson war ein großer Verkaufserfolg. Bereits im ersten Jahr wurden neben den für die Schule bestimmten Ausgaben 100.000 Exemplare verkauft. Kritik kam von der Schulbehörde, die sich am unterhaltsamen Charakter und den märchenhaften Zügen des Buches störte, und von der Kirche, die das Fehlen explizit christlicher Inhalte bemängelte.

## Zitat
„Det är ett märkvärdigt land, som vi har. Vart jag kommer, alltid finns det något för människorna att leva av.“

„Das ist ein merkwürdiges Land, das wir haben. Wohin ich auch komme, überall gibt es etwas, wovon die Menschen leben können.“

## Oper
Der norwegische Komponist und Jazzmusiker Bjørn Howard Kruse komponierte 1986 eine Oper für Sänger, gemischten Chor und Kammerorchester, deren Libretto auf dem Buch beruht.

## Weitere musikalische Bearbeitungen
Der deutsche Komponist und Arrangeur Andreas N. Tarkmann schuf Nils Holgersson – Ein Orchestermärchen für Sprecher und großes Orchester. Das Werk wurde am 7. Februar 2022 durch die Duisburger Philharmoniker uraufgeführt.

## Verfilmungen

### Sowjetischer Zeichentrickfilm (1955)
Ein Zeichentrickfilm unter dem Titel „Der verzauberte Junge“ The Enchanted Boy („Заколдо́ванный ма́льчик“, Zakoldovannyy Malchik) unter der Regie von Wladimir Polkownikow und Alexandra Sneschko-Blozkaja wurde 1955 von Sojusmultfilm in Moskau produziert.

### Schwedische Realverfilmung (1962)
„Nils Holgersson wunderbare Reise“ (Nils Holgerssons underbara resa) von Kenne Fant (auch Regisseur von Der Angeklagte steht nicht mehr allein) wurde hauptsächlich aus Hubschraubern gefilmt, die Handlung vereinfacht und heruntergespielt.

### Japanische Zeichentrickserie (1980/81)
Hauptartikel: Wunderbare Reise des kleinen Nils Holgersson mit den Wildgänsen (Zeichentrickserie)
Diese Anime-Bearbeitung (japanischer Originaltitel ニルスのふしぎな旅 Nirusu no Fushigi na Tabi), bestehend aus 52 25-Minuten-Episoden wurde vom NHK vom 8. Januar 1980 bis zum 17. März 1981 ausgestrahlt. Sie wurde auch in der arabischen Welt (als "مغامرات نيلز" Nils’ Abenteuer), Kanada (auf Französisch), Frankreich, Deutschland, Österreich, Schweden, Finnland, Island (als „Nilli Hólmgeirsson“) Belgien, Griechenland (als „Το θαυμαστό ταξίδι του Νίλς Χόλγκερσον“), den Niederlanden, Polen, Portugal, Rumänien, Spanien, Slowenien (als „Nils Holgerson“ mit einem s), Ungarn (als „Nils Holgersson csodálatos utazása a vadludakkal“), Israel, der Türkei (als „Uçan Kaz“ („Die fliegende Gans“)), Italien, Hongkong (kantonesisch synchronisiert), Festlandchina, Südafrika (auf Afrikaans) und Albanien gesendet. In einigen dieser Länder wurde die Serie für Werbungen gekürzt. Der Film war die erste Produktion des Studio Pierrot; Mamoru Oshii war einer der Regisseure. Die Verfilmung war weitgehend originalgetreu; jedoch wurde Nils ein Hamster als Begleiter mitgegeben, den es im Roman nicht gibt, und die Rolle des Fuchses Smirre wurde erweitert.
In Deutschland wurden die Episoden 1981 zu einem abendfüllenden Film kombiniert (etwa 82 Minuten lang); diese Version wurde auch in Estland synchronisiert auf VHS und DVD veröffentlicht.

### Deutsch-schwedische Realverfilmung (2011)
Im Jahr 2011 wurde die Verfilmung zu Weihnachten als zweiteiliger Fernsehfilm ausgestrahlt. Ab Mitte April 2012 wurde die Ausstrahlung vierteilig wiederholt.
Der Film erzählt eine ganz neue Geschichte; seine Handlung hat nur an einigen wenigen Stellen Anklänge an den Roman. Anders als dieser spielt die Verfilmung chronologisch nicht zur Zeit der Industrialisierung von Schweden, in der das Land mit dem Bau von mit Dampfmaschinen betriebenen Fabriken erschlossen wird, sondern etwa 10 bis 20 Jahre nach dem Zweiten Weltkrieg.

### Flämische CGI-Neuauflage (2015–2017)
In den Jahren 2015 bis 2017 produzierte das flämische Studio 100 mit Nils Holgersson eine weitere CGI-Neuauflage der Anime-Serie aus den 1970er und 1980er Jahren. Die 52 Folgen dauern jeweils 13 Minuten. Die deutschsprachige Ausstrahlung erfolgt seit 2017 auf KiKA und ORF eins.

## Wissenswertes

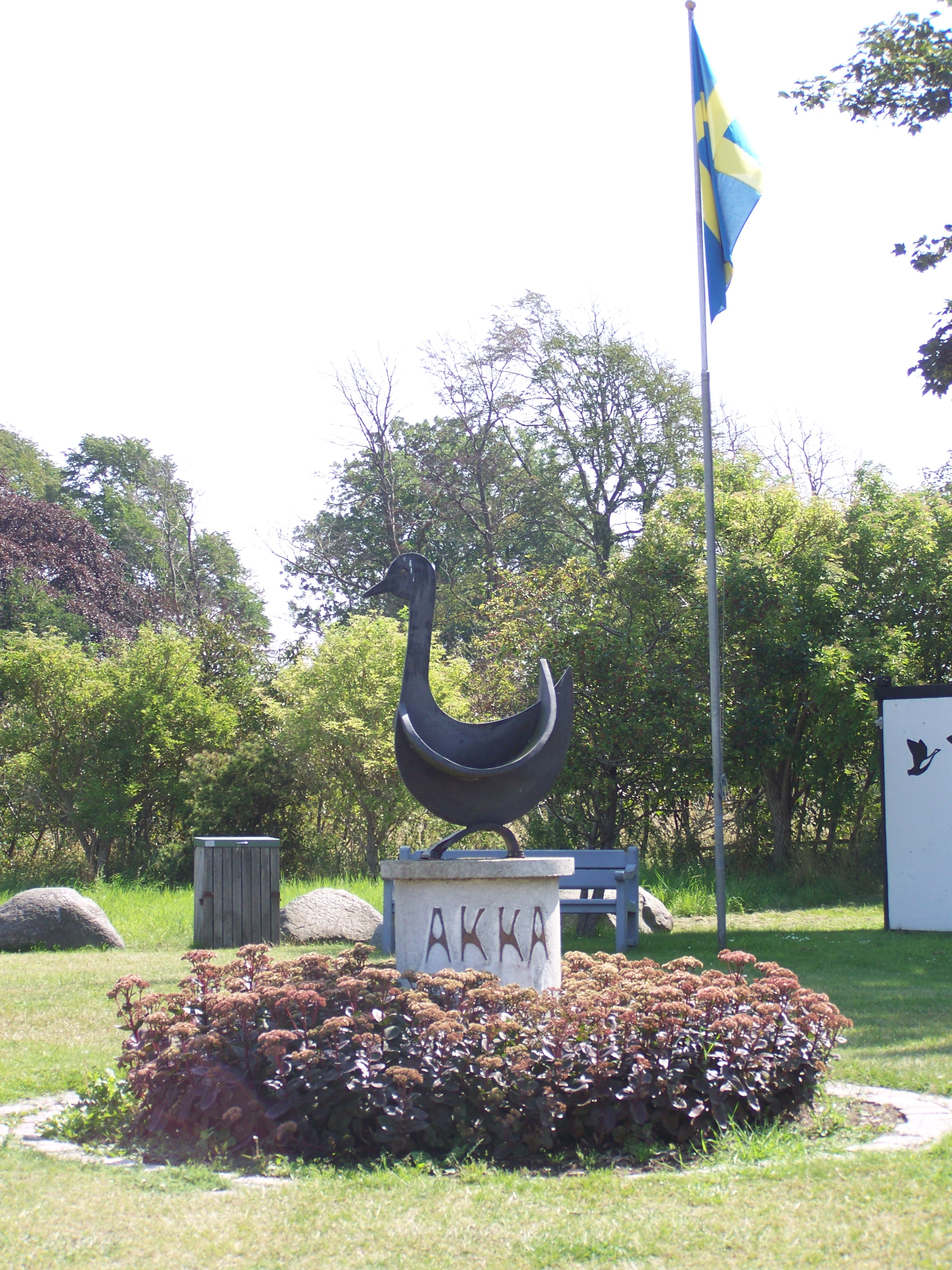
Denkmal für die Leitgans Akka von Kebnekaise in Smygehuk

Der Name der Leitgans Akka von Kebnekaise setzt sich aus den Namen zweier Berge in Lappland zusammen: Akka, manchmal auch „Königin Lapplands“ genannt, und Kebnekaise, dem höchsten Berg Schwedens. Akka bedeutet auf Samisch Mutter; auf Samisch und Finnisch Alte bzw. die Weise; der Begriff taucht sowohl in der samischen wie auch der finnischen Mythologie auf. Die Namen der anderen Gänse (Yksi, Kaksi, Kolme, Neljä, Viisi, Kuusi) sind die finnischen Zahlen von Eins bis Sechs.
Auf der Rückseite des schwedischen 20-Kronen-Scheins der bis 2015 emittierten Serie fand sich eine Abbildung von Nils Holgersson und den Wildgänsen; die Vorderseite zeigte die Autorin Selma Lagerlöf.
In Smygehuk in der Gemeinde Trelleborg, am südlichsten Zipfel Schwedens, steht ein kleines Denkmal für Akka von Kebnekaise.
Der Pionier der Ethologie Konrad Lorenz nannte seine in der Fachwissenschaft wohlbekannte Versuchsgans Martina nach dem Gänserich des Lieblingsbuches seiner Kindheit.
Seit 1962 waren insgesamt sieben Fährschiffe der Reederei TT-Line nach der Figur Nils Holgersson benannt, das aktuelle Schiff wurde 2022 auf diesen Namen getauft. Die so benannten Schiffe tragen inzwischen eine Abbildung des Namensgebers. Ebenfalls 2022 erhielt erstmals ein Fährschiff der Reederei nach der Leitgans Akka von Kebnekaise Akka genannt.

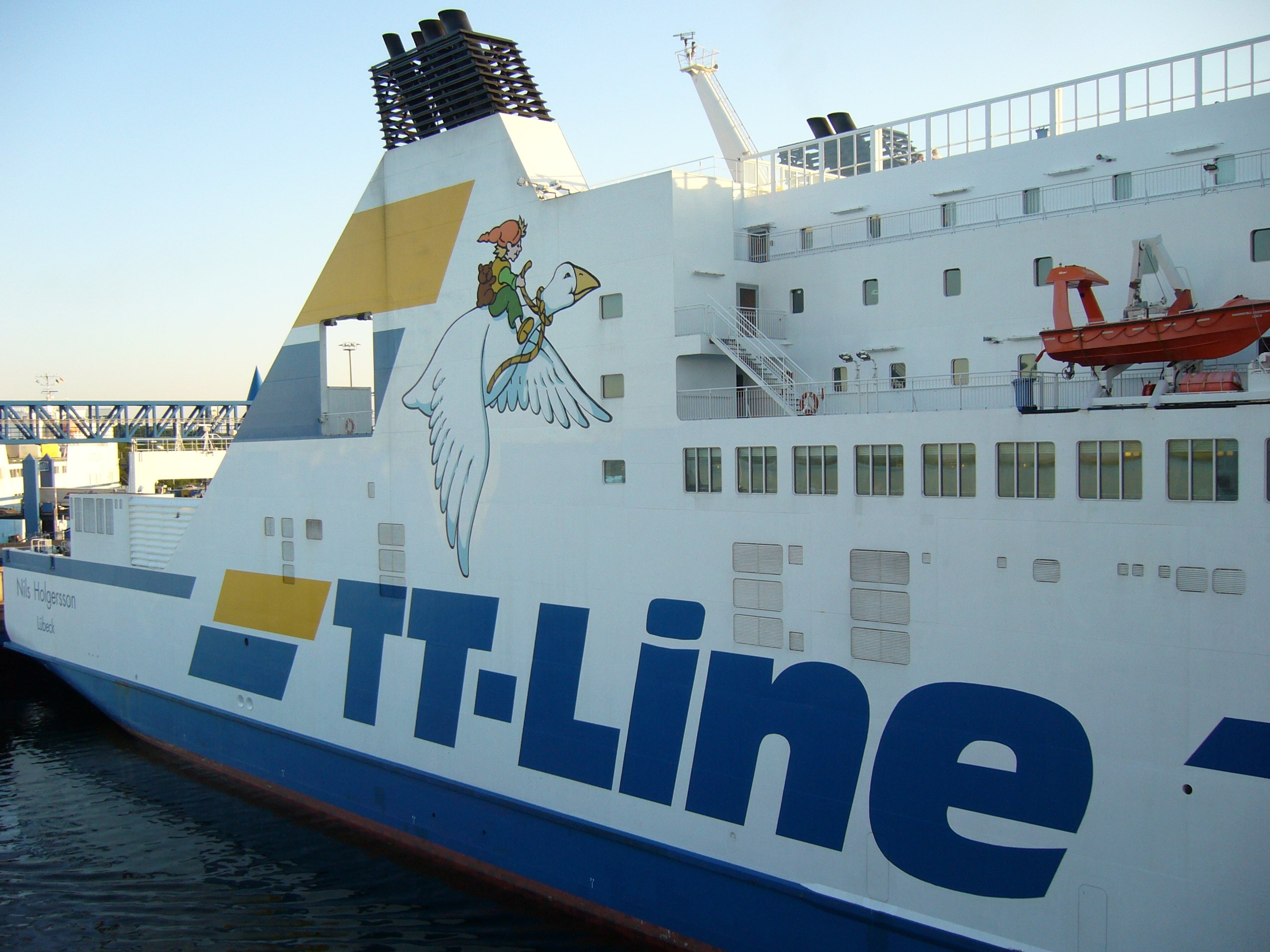
Nils Holgersson-Abbildung auf einem Schiff der TT-Line

## Ausgaben (Auswahl)
- Nils Holgerssons underbara resa genom Sverige. Schwedische Erstausgabe. Bonnier Förlag, Stockholm 1906.
- Die wunderbare Reise des kleinen Nils Holgersson mit den Wildgänsen. Deutsche Erstübersetzung von Pauline Klaiber-Gottschau, München 1907/1908 (in 3 Bänden)., Neuauflage Nymphenburger Verlagshandlung, München 2002, ISBN 3-485-00173-2.
- Nils Holgerssons wunderbare Reise durch Schweden. Übersetzung Gisela Perlet, Stuttgart 2011, ISBN 978-3-15-020219-7.
- Nils Holgerssons wunderbare Reise mit den Wildgänsen. Deutsch von Mathilde Mann. Online im Projekt Gutenberg-DE;  Anaconda Verlag, Köln 2011, ISBN 978-3-86647-615-8.
- Nils Holgerssons wunderbare Reise durch Schweden. Übersetzung Thomas Steinfeld. Die Andere Bibliothek, Berlin 2014, ISBN 978-3847703594.